# Пима (град)
Вижте пояснителната страница за други значения на Пима.
Пима (на английски: Pima) е град в окръг Греъм, щата Аризона, САЩ. Пима е с население от 2068 жители (2007) и обща площ от 6,6 km². Намира се на 865 m надморска височина. ЗИП кодът му е 85535, 85543, а телефонният му код е 928.